# Киргизький національний академічний театр опери та балету імені А. Малдибаєва
Киргизький національний академічний театр опери та балету імені А. Малдибаєва (кирг. Кыргыз улуттук академиялык Абдылас Малдыбаев атындагы опера жана балет театры) — оперний театр у столиці Республіки Киргизстан місті Бішкеку, головна музична сцена держави; єдина киргизька й одна з небагатьох опер Центральної Азії.

## Загальні дані
Киргизький Національний академічний театр опери та балету імені А. Малдибаєва розташований у середмісті Бішкека за адресою:
пл. Совєтська, буд. 16710, м. Бішкек-720011 (Республіка Киргизстан).
Будівля в цілому є зразком «радянського класицизму», має фасад, оздоблений скульптурами. Усередині приміщення є декілька високохудожніх взірців радянського живопису, зокрема, присвячених інтернаціоналізму й дружбі народів у СРСР.
Генеральний директор Киргизького Національного академічного театру опери та балету імені А. Малдибаєва — Болотбек Салбарович Осмонов.
Оперу в Бішкеку дають переважно російською мовою, національну — киргизькою.

## З історії
Історія Бішкецького оперного театру традиційно пов'язується із становленням киргизького професіонального театрального мистецтва взагалі, роком започаткування якого прийнято вважати 1926 рік, коли у Фрунзе (нині Бішкеку) було утворено першу музично-драматичну студію, що в 1930 році буда перетворена на перший професіональний театр — Киргизький державний драматичний театр.
Однак власне оперне мистецтво в Киргизстані бере свій початок від створення 1939 року першої киргизької опери Абдиласом Малдибаєвим, чиє ім'я нині носить театр, у співавторстві з В. Власовим та В. Фере - «Ай-Чурек» (у постановці А. Куттубаєва, В. Целиковського, художника Я. Штоффера), що стала гордістю й видатним набутком киргизької музично-театральної культури, справжньою класикою, на якій виросло не одне покоління виконавців та глядачів, і яка досі з успіхом йде в репертуарі театру.
Становлення оперного театру у Фрунзе (Бішкеку) пов'язано з плеядою яскравих артистів та авторів, таких як: А. Малдибаєв, А. Боталієв, М. Мустаєва, Ж. Садиков, С. Кіїзбаєва, М. Махмутова, А. Куттубаєва, К. Чодронов, А. Жумабаєв, М.Киштобаєв, К. Ешимбеков, М. Рискулов, Ж. Арсигулова, Р. Уразбаєв, А. Мамакеєв тощо.
У 1939-му ж році відбулась перша декада киргизького мистецтва та літератури в Москві, де були показані музичні драми «Алтын кыз», «Ажал ордуна», опера «Ай-Чурек» і зведений концерт. Відтак, театр було нагороджено Орденом Леніна, чимало артистів отримали високі нагороди та звання.
17 серпня 1942 року Фрунзенський музично-драматичний театр реорганізується у Киргизький державний Ордена Леніна театр опери та балету.
Постановка у 1944 році балету М. Раухвергера «Чолпон» на лібретто О. Сарбагішева та Л. Крамаревського визначила високий рівень, досягнутий колективом, стала значною подією в культурному житті республіки. У ці роки «запалилась зірка» выдатної киргизької балерини Бібісари Бейшеналієвоєї. Фільм-балет «Чолпон» за її участю, а також У. Сарбагішева, Р. Чокоєвої, С. Абдужалілова був показаний у 139 країнах світу, прославляючи молоде професіональне мистецтво Киргизстану.
У роки воєнні й особливо повоєнні роки театр поповнюється талановитими музикантами й виконавцями, які здобували професіональну освіту в Москві та Ленінграді — композитори й диригенти: А. Джумахматов, К. Молдобасанов, Н. Давлесов; балетмейстери: Н. Тугелов, Е. Мадемилова; хормейстери: С. Юсупов, К. Алієв; художники: А. Молдахматов, А. Ареф'єв, М. Сидикбаєв, В. Новиковський; виконавці: Б. Мінжилкієв, С. Кабеков, У. Сарбагішев, Р. Чокоєва, Ч. Жаманова, С. Жакобаєва, С. Абдужалілов, Б. Арунов, Б. Алимбаєв, Б. Суслов, Є. Воєводкін, А. Карасьов, В. Коваленко, Г. Сатаєва, Г. Іманкулова, А. Мірзабаєв, К. Чодронов, С. Токтоналієв, С. Бекмуратова, М. Темирбеков, Г. Ахунбаєва, Н. Рузавін, Є. Молчанова, О. Мартиросова, І. Деркембаєва, А. Токомбаєва, Ч. Базарбаєв, С. Киїзбаєва.
Значною подією в культурному житті міста і республіки стало зведення й здання в експлуатацію будівлі Фрунзенського оперного театру в 1955 році.
У 1958 році на Другій декаді мистецтва та літератури в Москві театрові за великі творчі заслуги, професіональне зростання й виконавську майстерність було присвоєно почесне звання «Академічний».
У 1960—1980 й пізніше в Киргизькому Національному академічному театрі опери та балету імені А. Малдибаєва працювали такі яскраві виконавці: народні артисти СРСР Ч. Базарбаєв, Т. Сейталієв, Х. Мухтаров, К. Сартбаєва; народні артисти Киргизької Республіки Н. Акрамова, С. Чоткараєва, Е. Нурманбетова, Е. Молдокулова, К. Сидиков, С. Тукбулатова, А. Тентимішев, Е. Касимов, К. Орузбаєв, А. Нуртазін, Т. Жакшиликов, Е. Асанкулова, С. Алмазбеков, М. Ласточкіна, Д. Бійсеєв і багато інших.
Із відкриттям 1967 року Киргизького державного інституту мистецтв колектив Бішкецької опери почав оновлюватися творчою молоддю, підготовленою безпосередньо в республіці.
У 1970-ті—80-і роки Киргизький театр опери та балету провадив активну концертну діяльність.
У 1990-ті театр пережив, як економічну, так і творчу кризу, а в 2000-х відбулося поступове відродження оперного та балетного мистецтва в Киргизстані, нині для роботи на бішкецькій оперній сцені залучаються провідні виконавці й фахівці (режисери) інших опер регіону та Російської Федерації.

## Репертуар
Протягом свого існування Киргизький Національний академічний театр опери та балету імені А. Малдибаєва поставив понад 200 опер і балетів. Яскраві спектакли театру: «Борис Годунов», «Князь Игорь», «Евгений Онегин», «Пиковая дама», «Черевички», «Опричник», «Иоланта», «Лебединое озеро», «Спящая красавица», «Русалка», «Аида», «Риголетто», «Оптимистическая трагедия», «Травиата», «Кармен», «Тоска», «Чио-Чио-Сан», «Дон Карлос», «Фауст», «Мефистофель», «Богема», «Материнское поле», «Чолпон», «Томирис», «Макбет», «Баядерка» тощо. Киргизькою були поставлені такі шедеври національної класики, як опери «Манас», «Токтогул» і «Курманбек».
Для ілюстрації чинного репертуара Киргизького Національного академічного театру опери та балету імені А. Малдибаєва наведемо афішу на ківтень 2010 року (в дужках час початку вистав):
- 2 квітня (18:30) — Адольф Адан. «Жизель», балет у 2 діях за участю прима-балерини театра «Кремлівський балет» Христини Кретової та першого соліста Державного академічного Великого театру Росії Артема Ячменникова;
- 3 квітня (17:00) — Петро Чайковський «Иоланта», опера у 2 діях;
- 4 квітня (17:00) — Петро Чайковський «Лебединое озеро», балет у 3 діях (за участю Х. Кретової та А. Ячменникова);
- 10 квітня (17:00) — Людвиг Мінкус «Дон Кихот», балет у 2 діях;
- 11 квітня (17:00) — Володимир Власов, Абдилас Малдибаєв, Володимир Фере «Ай-Чурек»; привячується 90-літтю від дня народження народного артиста Киргизької Республіки Кидирбека Чодронова;
- 17 квітня (17:00) — Арам Хачатурян «Спартак», балет у 3 діях; присвячується 75-літтю народного артиста Киргизької Республіки, лауреата Державної премії СРСР, професора Урана Сарбагішева;
- 21 квітня (18:00) — Джузеппе Верді «Трубадур», опера в 4 діях;
- 23 квітня (18:00) — гала-концерт «Другого міжнародного фестивалю оперного мистецтва імені Булата Мінжилкієва», за участю провідних солістів Державного академічного Маріїнського театру, Казахського державного академічного театру опери та балету імені Абая та Киргизького театру опери та балету;
- 24 квітня (17:00) — Джузеппе Верді «Риголетто», опера в 4 діях, за участю провідних солістів Маріїнського театру, лауреатів міжнародних конкурсів Анастасії Калигіної, Наталі Євстаф'євої, Сергія Семишкура, Михайла Петренка та Едема Умерова.
- 25 квітня (17:00) — Джузеппе Верді «Травиата», опера в 4 діях, за участю провідних солістів Маріїнського театру, народного артиста Росії Віктора Черноморцева, заслуженого артиста Росії, лауреата міжнародного конкурсу Євгена Акімова, лауреата міжнародних конкурсів Наталії Євстаф'євої та Жанни Добровської.

Як видно вище, на даному етапі (кінець 2000-х років) робота Бішкецької опери багато в чому будується на принципах антрепризи.

## Цікаві факти
- Від 1947 року художником, а від 1949-го — головним художником протягом близько 20 років у Бішкецькому оперному театрі працював український та російський художник театру Анатолій Ареф'єв.
- Киргизький театр першим в СРСР показав «Оптимістичну трагедію» на сцені Кремлівського Палацу З'їздів під час гастролей у Москві восени 1966 року — потому її було поставлено у більшості провідних опер держави, в тому числі і по союзних республіках[6].
- Під час гастрольних виступів Киргизького академічного театру опери та балету імені А. Малдибаєва наприкінці 1984 року в Москві його вистави відвідав відомий данський художник-карикатурист Херлуф Бідструп, що навіть зробив низку замальовок провідних киргизьких артистів балету[6].

## Виноски
1. ↑  Киргизький Національний академічний театр опери та балету імені А. Малдибаєва [Архівовано 2013-10-10 у Wayback Machine.] на www.cisbusiness.info (Діловий (веб)-портал СНД) [Архівовано 2010-04-12 у Wayback Machine.] (рос.)
2. ↑  Искусство Киргизской Советской Социалистической республики // История искусства народов СССР. Том 8., М.: «Изобразительное искусство», 1977, стор. 426
3. ↑  інтернет-конференція з ген. директором театру на Киргизьке Національне інформаційне агентство (рос.)
4. ↑  Пам'ятники Бішкека [Архівовано 10 Серпня 2014 у Wayback Machine.] на www.kyrgyzstantravel.net (туристичний вебпортал, присвячений Киргизстану) [Архівовано 5 Січня 2010 у Wayback Machine.] (рос.)
5. ↑  Киргизький Національний академічний театр опери та балету імені А. Малдибаєва [Архівовано 2 червня 2010 у Wayback Machine.] на Путівник Киргизією [Архівовано 31 травня 2010 у Wayback Machine.] (рос.)
6. 1 2 3  Роберт Хасанович УРАЗГИЛЬДЕЕВ Моя жизнь в искусстве. Автобиографический рассказ о жизненном и творческом пути заслуженного деятеля культуры Кыргызской Республики, доктора искусствоведения, профессора, академика Общественной академии наук Кыргызстана Уразгильдеева Р. Х. // у кн. У истоков национального балета. Сборник статей., Алматы: Unique service, 2009, 258 стор., 63 іл. (рос.) → джерело доступне в електронному вигляді див. [Архівовано 4 Жовтня 2013 у Wayback Machine.] на www.literatura.kg («Нова література Киргизстану») [Архівовано 14 Липня 2009 у Wayback Machine.] (киргиз.) (рос.)
7. ↑  Киргизький Національний академічний театр опери та балету імені А. Малдибаєва [Архівовано 26 Жовтня 2009 у Wayback Machine.] на www.bishkekhotels.ru («Готелі Бішкека») [Архівовано 26 Серпня 2009 у Wayback Machine.] (рос.)
8. ↑  Календар культурних заходів на квітень 2010 року [Архівовано 11 квітня 2010 у Wayback Machine.] на Бішкецький Прес-клуб [Архівовано 1 травня 2010 у Wayback Machine.] (рос.)